# 쉬닝엔 투창
쉬닝엔 투창(독일어: Schöninger Speere)은 1994년에서 1999년 사이에 독일 헬름슈테트 지구 쉬닝엔에 있는 노천 갈탄 광산의 '스피어 호라이즌 갱도'에서 발굴된 구석기 시대의 10개 목제 무기이다. 이 창은 발견된 가장 오래된 사냥용 무기이며 동물 뼈, 돌 및 뼈로 만든 도구와 함께 발견되었다. 이 발견으로 인해 초기 인류가 복잡한 사회 구조와 기술적 능력에서 이전에 생각했던 것보다 훨씬 앞서있었다는 것을 알아냈다. 발굴은 니더작센주 문화유국(NLD)의 하르트무트 티엠의 감독하에 진행되었다 .
'엘스터 빙하와 잘레 빙하의 퇴적물과 퇴적 순서로 추정된 창의 나이는 380,000~400,000년 사이였다. 그러나 최근 연구에 따르면, 창을 포함하고 있던 퇴적물에서 가열된 부싯돌로 열발광 연대측정을 한 결과에서는 창의 나이가 337,000년에서 300,000년 사이였다. 따라서 쉬닝엔 투창은 클락톤 창끝보다 앞선 무기 일 수 있다.
현재까지 쉬닝엔에서 원시 인류의 흔적이 발견되지 않았기 때문에 쉬닝엔에서 목제 무기 및 기타 도구를 만들고 사용했던 종은 불확실하다. 가장 유력한 후보는 하이델베르크인 또는 초기 네안데르탈인이다.  창은 구석기 시대 도구의 재료로서 목재의 중요성에 대한 명확한 증거를 제공하며, 또한 중기 플라이스토세 인간의 사냥 관습을 뒷받침하는. 중요한 증거로 남아있다.